# District de Cossonay
1798–2007
Entités précédentes :
- Bailliage de Morges
- Bailliage de Romainmôtier
- Bailliage d'Orbe-Échallens

Entités suivantes :
- District du Gros-de-Vaud
- District de Morges

Le district de Cossonay est l'un des 19 anciens districts du canton de Vaud.
Il disparaît le 1er janvier 2008 à la suite de la réorganisation territoriale du canton de Vaud, les communes le composant se répartissant entre le nouveau district du Gros-de-Vaud pour Bettens, Bournens, Boussens, Daillens, Lussery-Villars, Mex, Penthalaz, Penthaz, Sullens et Vufflens-la-Ville et le district de Morges pour les autres. Dernier préfet : M. Jacques Bezençon.

## Communes
- Cercle de Cossonay :
  - Chavannes-le-Veyron
  - Cossonay
  - Cottens
  - Gollion
  - Grancy
  - La Chaux (Cossonay)
  - Penthalaz
  - Senarclens
  - Sévery

- Cercle de La Sarraz :
  - Chevilly
  - Dizy
  - Éclépens
  - Ferreyres
  - La Sarraz
  - Lussery-Villars (résultat de la fusion des communes de Lussery et de Villars-Lussery le 1er janvier 1999)
  - Moiry
  - Orny
  - Pompaples

- Cercle de L'Isle :
  - Cuarnens
  - L'Isle (Vaud)
  - Mauraz
  - Mont-la-Ville
  - Montricher
  - Pampigny

- Cercle de Sullens :
  - Bettens
  - Bournens
  - Boussens
  - Daillens
  - Mex
  - Penthaz
  - Sullens
  - Vufflens-la-Ville